# 정에 우는 여인
"정에 우는 여인"은 한국에서 제작된 엄심호 감독의 1962년 영화이다. 이대엽 등이 주연으로 출연하였고 원선 등이 제작에 참여하였다.

## 출연

### 주연
- 이대엽
- 황정순
- 이경희
- 김동원

## 기타
- 조명: 윤영선
- 미술: 박석인